# Melanoplus cuneatus
Melanoplus cuneatus är en insektsart som beskrevs av Scudder, S.H. 1897. Melanoplus cuneatus ingår i släktet Melanoplus och familjen gräshoppor. Inga underarter finns listade i Catalogue of Life.